# Carne de sol

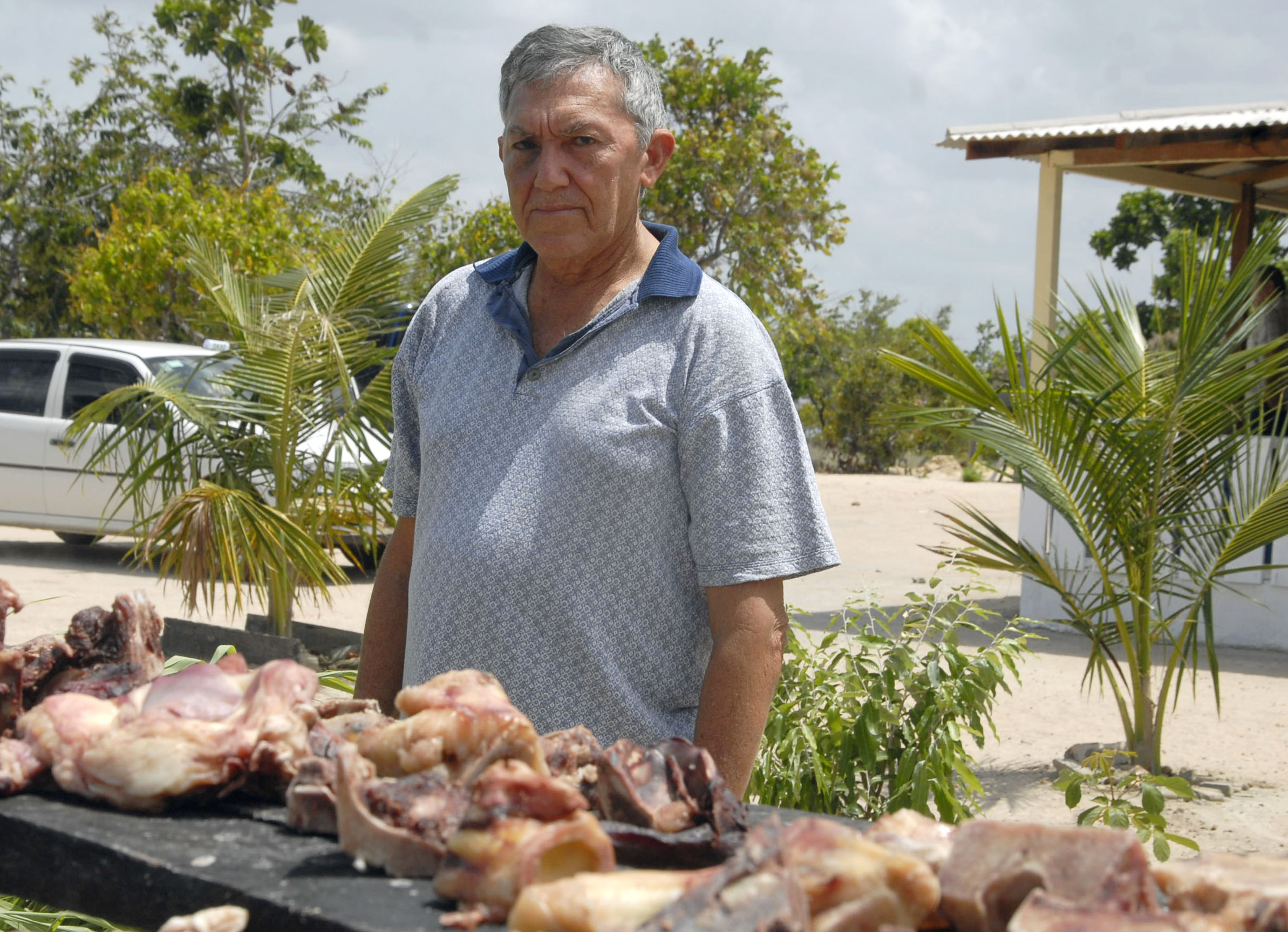
Carne de sol.

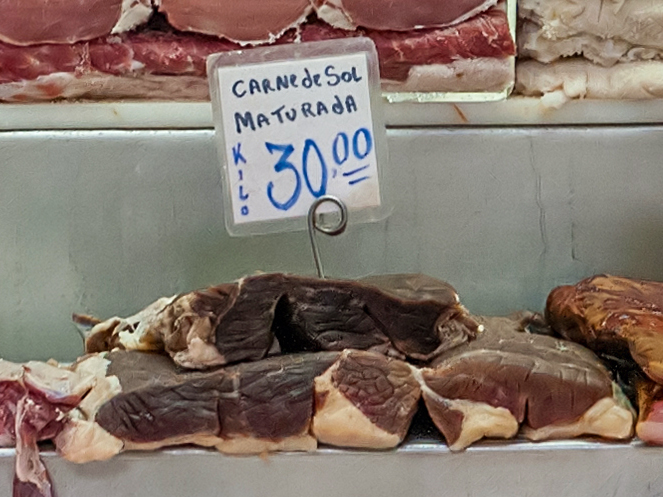
Carne de sol vieillie.

La carne de sol (« viande de soleil »), également appelée carne de vento (« viande de vent ») et carne do sertão (« viande du sertão »), est une forme de viande séchée et salée de la cuisine brésilienne, typique du Nordeste.
Les morceaux de viande, généralement bovine, sont salés puis mis à sécher dans un espace couvert et bien aéré : en dépit de son nom, la carne de sol n'a pas été séchée au soleil.
Son origine est attribuée aux sertanejos (personnes qui vivent dans la campagne semi-aride), qui ont développé cette recette locale pour conserver la viande. De nos jours, le plat est traditionnel et typique de toute la région du nord-est du Brésil et est servi dans les restaurants de tout le pays.